# Длуґі-Кеж
Длуґі-Кеж (пол. Długi Kierz) — село в Польщі, у гміні Сераковиці Картузького повіту Поморського воєводства.
Населення — 458 осіб (2011).
У 1975-1998 роках село належало до Гданського воєводства.

## Демографія
Демографічна структура станом на 31 березня 2011 року:
|          | Загалом | Допрацездатний вік | Працездатний вік | Постпрацездатний вік |
| -------- | ------- | ------------------ | ---------------- | -------------------- |
| Чоловіки | 236     | 74                 | 146              | 16                   |
| Жінки    | 222     | 61                 | 125              | 36                   |
| Разом    | 458     | 135                | 271              | 52                   |